# Ernst Wolff (Jurist)
Ernst Bernhard August Wolff (* 20. November 1877 in Berlin; † 11. Januar 1959 in Tübingen) war ein deutscher Rechtsanwalt und Präsident des Obersten Gerichts der britischen Besatzungszone in Deutschland.

## Familie, Studium und Militärzeit
Sein Vater war der Generalarzt Ernst Wolff. Seine Mutter Therese von Simson war die Tochter Eduard von Simsons, des ersten Präsidenten des Reichsgerichts. 1895 legte Wolff am Wilhelmsgymnasium in Berlin die Abiturprüfung ab. Im gleichen Jahr begann sein Studium der Rechtswissenschaften in Lausanne und Berlin. Fünf Tage nach seinem Ersten Staatsexamen in Berlin trat Wolff am 26. November 1898 als Referendar in den preußischen Staatsdienst ein. Die Promotion zum Dr. jur. erlangte Wolff „magna cum laude“ am 22. Juni 1899 mit einer Schrift zum Thema Die Haftung des Ratgebers.
Nach der Ableistung des Militärdienstes als Einjährig-Freiwilliger bestand er das zweite juristische Staatsexamen am 11. Juli 1904. Da er schon während seiner Zeit als Referendar in der Anwaltspraxis seines Onkels August von Simson gearbeitet hatte, trat er nach seiner Zulassung als Anwalt am 4. Oktober 1904 in dessen Kanzlei in der Jägerstraße ein.

## Anwalt in Berlin
Mit dem Kriegsausbruch wurde er 1914 eingezogen. In der Marneschlacht bei Sancy wurde er schwer verwundet und geriet in Gefangenschaft. Als Internierter kam er nach Bern und arbeitete dort in der deutschen Botschaft. Den Kriegsdienst beendete er als Hauptmann der Reserve, ausgezeichnet mit dem Eisernen Kreuz 2. Klasse.
Nach seiner Rückkehr nahm Wolff, seit August 1919 zugleich beim Amtsgericht Mitte und den Berliner Landgerichten I, II und III zugelassen, seine Anwaltstätigkeit wieder auf. Im gleichen Jahre 1919 wurde er als Notar zugelassen. Er etablierte sich auf dem Gebiet der Wirtschaftsberatung und der Schiedsgerichtsverfahren bei belgisch-deutschen und deutsch-französischen Streitigkeiten als einer der führenden Anwälte. Als es im Zuge der Ruhrbesetzung 1923 bei einer Demonstration zum Waffengebrauch kam, wurden dreizehn Arbeiter getötet und 41 verletzt. In dem Strafprozess gegen Gustav Krupp von Bohlen und Halbach übernahm er mit anderen Anwälten die Verteidigung.
Im Jahre 1929 wurde er Vorsitzender der Berliner Rechtsanwaltskammer, in die er 1918 eingetreten war. Erst 1933 musste er dieses Amt abgeben. Seine Anerkennung als Anwalt zeigte sich auch darin, dass er 1929 zum Vorsitzenden der Vereinigung der Vorstände der deutschen Anwaltskammern gewählt wurde. Ernst Wolff gehörte außerdem der „Ständigen Deputation“ an, einem Kreis von vierundzwanzig angesehenen Juristen, die für die Veranstaltung der Deutschen Juristentage verantwortlich waren.
Bis 1933 beteiligte sich Ernst Wolff als Anwalt an der Referendarausbildung, darunter waren auch Juristen, die später namhafte Positionen einnahmen, Walter Hallstein, Hans-Joachim von Merkatz, Ulrich Scheuner und der spätere langjährige Staatssekretär im Bundesjustizministerium Walter Strauß. Die wirtschaftliche Lage der Anwaltschaft, vor allem die Berufsaussichten der jungen Anwälte, verschlechterte sich infolge der Weltwirtschaftskrise Anfang der dreißiger Jahre erheblich. Nach heftigen, wiederholten Diskussionen sprach sich die Abgeordnetenversammlung des Deutschen Anwaltvereines am 4. Dezember 1932 für eine Neuzulassungsbeschränkung aus; Ernst Wolff gehörte zu der Abordnung, die Anfang Februar 1933 bei Reichsjustizminister Franz Gürtner mit diesem Vorschlag vorstellig wurde.

## Konflikt mit dem NS-Regime
Zu einer ersten Konfrontation mit den Nationalsozialisten kam es 1932 infolge von Schmähungen des Fraktionsvorsitzenden der NSDAP im Preußischen Landtag, Wilhelm Kube, gegen die deutsche Anwaltschaft. Rudolf Dix und er wiesen diese Anschuldigungen als Vertreter der deutschen Anwaltsvereine in einer vor dem Landtag am 5. Juli 1932 verlesenen Erklärung zurück. Als nach dem Reichstagsbrand einige Anwälte der Beschuldigten verhaftet und ihre Akten eingezogen wurden, intervenierte Wolff bei den Justizbehörden am 3. März 1933 dagegen. Im Zuge der Machtergreifung der NSDAP im Januar 1933 legte der gesamte Vorstand der Rechtsanwaltskammer Berlin am 22. März 1933 seine Ämter nieder. Wolff sprach sich auch für die Selbstauflösung des Deutschen Juristentages aus, die in einer Sondersitzung der Ständigen Deputation am 29. April 1933 beschlossen wurde.
Wolff war wie seine Eltern und Großeltern evangelischer Christ, fiel aber wegen seiner jüdischen Vorfahren unter den Arierparagraphen des Berufsbeamtengesetzes vom 7. April 1933, das auch auf Anwälte angewandt wurde. Da er jedoch im Ersten Weltkrieg gekämpft hatte, wurde ihm die Anwaltszulassung 1933 vorerst belassen. Nach Verabschiedung der Nürnberger Gesetze wurde ihm Ende 1935 das Notariat entzogen. Bis zum allgemeinen Berufsverbot für als Juden geltende Rechtsanwälte, das zum 1. Dezember 1938 in Kraft trat, war Ernst Wolff in Berlin als Rechtsanwalt tätig. Am 16. Februar 1938 wanderte er mit seiner Frau Richardis nach England aus.

## Exil in England und Rückkehr
In England konnte sich Wolff mit seinen ausgezeichneten Kenntnissen des deutschen Aktienrechts bald als Vorsitzender einer Kommission für Fragen eines Friedensvertrages betätigen. Als der Bischof von Chichester, George Bell ihn auch als Vorsitzenden einer Kommission zur Reform des deutschen Rechts vorschlug, übernahm er auch diese Aufgabe. Am 19. Juli 1943 legte er eine Denkschrift vor, in der neue Grundsätze für eine Reform vorgeschlagen wurden. Dabei spielten Gedanken von Rache und Vergeltung keine Rolle.
1947 kehrte Wolff allein – seine Frau war in einem Bombenangriff auf London umgekommen – nach Deutschland zurück. Die Besatzungsbehörden ernannten Wolff am 1. Dezember 1947 zum Vizepräsidenten und am 1. März 1949 zum Präsidenten des Obersten Gerichtshofes der Britischen Zone. An der Universität Köln erhielt er 1950 die Stellung eines Honorarprofessor und hielt bis 1958 Vorlesungen zur Praxis des Zivilrechts.
Als 1950 der Bundesgerichtshof gegründet wurde, wurde Wolff zwar zunächst als Präsident desselben in Erwägung gezogen. Nachdem sich mit Hermann Weinkauff jedoch der Kandidat des Bundesjustizministers, Thomas Dehler, durchgesetzt hatte, endete Wolffs Amtszeit als Richter. 
Ein Kabinettsbeschluss vom 28. November 1952, Wolff als Mitglied des Gerichtshofs der Europäischen Gemeinschaften für die Montanunion vorzuschlagen, scheiterte an der Erklärung Wolffs auch im Falle seiner Wahl seinen Wohnsitz nicht von Köln nach Luxemburg verlegen zu wollen.
Der erste Deutsche Juristentag nach 1931 fand 1949 in Köln unter seiner Präsidentschaft statt. Ebenso leitete er die Juristentage 1950 in Frankfurt und 1951 in Stuttgart.
1959 verstarb er bei einem Familientreffen in Tübingen. Auf dem dortigen Friedhof wurde er neben seinen Brüdern Walter Wolff und dem Bundesverfassungsrichter Bernhard Wolff bestattet.

## Auszeichnungen
- 1952: Großes Verdienstkreuz mit Stern

## Schriften
Als Autor:
- Privatrechtliche Beziehungen zwischen früheren Feinden nach dem Friedensvertrag. Vahlen, Berlin 1921.
- Eduard von Simson. Heymann, Berlin 1929.
- Schuldverschreibungen auf Reichs- und Goldmark mit unechter Valutaklausel. Deutsches Druck- und Verlagshaus, Mannheim 1935.
- The Problem of Pre-War Contracts in Peace Treaties. Stevens, London 1946.
- Vorkriegsverträge in Friedensverträgen. De Gruyter, Berlin / Mohr, Tübingen 1949.
- Bürgerliches Recht und Prozeßrecht in Wechselwirkung. Mohr, Tübingen 1952.

Als Herausgeber:
- Beiträge zum Bürgerlichen Recht. De Gruyter, Berlin / Mohr, Tübingen 1950.
- Beiträge zum Öffentlichen Recht. De Gruyter, Berlin / Mohr, Tübingen 1950.
- Beiträge zum Handels- und Wirtschaftsrecht. De Gruyter, Berlin / Mohr, Tübingen 1950.